# Фтабатей Сімей
Фтабатей Сімей (справжнє ім'я Хасегава Тацуноске, 28.02.1864, Токіо — 10.05.1909, Сінгапур) — письменник, основоположник японського реалізму та перекладачем російської літератури.

## Життєпис
Він навчався на російському відділенні Токійського інституту іноземних мов і виклав свої погляди на суть мистецтва та літератури в статті «Загальна теорія роману» (1886). Він був автором роману «Хмарка, що пливе» (1887—1888) і соціально-психологічних романів «Його обличчя» (1906) та «Звичайна людина» (1907). Помер у процесі повернення до батьківщини.